# Nikon
A Nikon Corporation (株式会社ニコン, Kabusiki-kaisa Nikon), ismertebb nevén Nikon vagy Nikon Corp., tokiói székhelyű multinacionális vállalat, mely optikai és képalkotó eszközök, fényképezőgépek gyártására specializálódott. Többek közt fényképezőgépeket, távcsöveket, mikroszkópokat és optikai mérőeszközöket gyárt, valamint a NASA-nak is fejlesztett készülékeket.
Legismertebb termékei a Nikkor objektívek (F- és Z-bajonettes, valamint nagy formátumú fényképezőgépekhez, fotónagyítókhoz, és egyéb felhasználásra), a Nikon F-sorozatú tükörreflexes filmes gépek, a Nikon D-sorozatú digitális tükörreflexes gépek, a Nikon Z-sorozatú digitális tükör nélküli fényképezőgépek, a Coolpix digitális kompakt fényképezők, és a Nikonos vízalatti filmes fényképezők.
A Mitsubishi Csoport tagja. Fő konkurense a Canon.

## Története
A céget 1917-ben három vezető gyártó összeolvadásával alapították "Nippon Kógaku Kógjó Kabusikigaisa" (Japán Optikaipari Vállalat) néven.
1932-ben bevezetik a Nikkor márkanevet az objektíveiknek.
A második világháború alatt a vállalat gyárainak száma 9-re, dolgozóinak száma 23.000-re nőtt, miközben távcsövekkel, lencsékkel és periszkópokkal látta el a japán hadsereget.
A háború után a cég visszatért civil polgári termékvonalához, immáron egyetlen gyárüzemmel.
1948-ban megjelent az első Nikon márkájú fényképezőgép, a Nikon I.
A Nikkor objektívek népszerűsítése az amerikai fotóriporter David Douglas Duncan közreműködésével történt.
Duncan a koreai háború kezdetekor Tokióban dolgozott, mikor is megismerkedett a fiatal japán fotóssal, Miki Dzsunnal, aki megismertette őt a japán márkával.
1950 júliusától 1951 januárjáig Duncan tudósított a koreai háborúról, Nikkor objektívekkel szerelt Leica fényképezőivel.
Magas kontrasztú, pengeéles képei bejárták a világot, melyek több professzionális fotográfus figyelmét is felkeltették.
1959-ben piacra dobják az első tükörreflexes (SLR) gépüket, a Nikon F-et.
A vállalat 1988-ban a fényképezői neve után felvette a ma is használatos Nikon Corporation címet.

## Kapcsolat a Canon-nal
A két cég együttműködése a második világháború előtt kezdődött.
Mivel az akkor még szárnyait bontogató Canon (akkori Szeiki-Kógaku) még nem fejlesztett optikákat, csak fényképezőgépet, első modelljeikhez a "Nippon Kógaku Kógjó K.K."-tól (a Nikon jogelődjétől) kért segítséget. Így az első Canon modellek Nikkor objektívekkel lettek szerelve.
Az együttműködés első gyümölcse az 1935–1936-os évek fordulóján bemutatott Seiki-Kogaku „Hansa Canon” gép volt, melynek utolsó, negyedik változata 1940-ben került piacra. Az együttműködés második és egyben utolsó modellje az 1946-ban megjelent Seiki-Kogaku Canon J (Junior) II volt.
Napjainkban a két gyártó egymás legnagyobb konkurense.

## Fordítás
- Ez a szócikk részben vagy egészben  a   Nikon című angol Wikipédia-szócikk fordításán alapul.  Az eredeti cikk szerkesztőit annak laptörténete sorolja fel. Ez a jelzés csupán a megfogalmazás eredetét és a szerzői jogokat jelzi, nem szolgál a cikkben szereplő információk forrásmegjelöléseként.

## Külső hivatkozások
- Nikon Magyarország
- Nikon Global
- Nikon USA
- List of Nikon lenses Archiválva 2015. február 18-i dátummal a Wayback Machine-ben